# 別府市の地名
別府市の地名では、大分県別府市の地名の一覧を記す。

## 大字
別府市の地名は、市街地の一部で住居表示を実施された地区を除けば大字地区である。以下、大字を列挙する。
旧別府町
別府町は1906年に旧別府町と浜脇町が合併して発足しており、いずれも市町村制で合併をしていないため、同年の合併時に大字として発足した。
- 浜脇
- 別府

旧石垣村
- 北石垣
- 南石垣
- 南立石
- 東山

旧朝日村
- 鶴見
- 鉄輪

旧亀川町
- 亀川
- 内竈
- 野田

昭和の大合併期
昭和の大合併では町村の全域を合併した地域はなく、いずれも周囲の町村の一部を編入したのみである。ほとんどが各大字の一部のみを編入しているが、旧南端村大字天間のみ全域編入している。
- 天間（旧南端村天間）
- 南畑（旧南端村南畑の一部）
- 内成（旧石城川村内成→挾間町内成の一部）
- 平道（旧豊岡町→日出町豊岡の一部）

## 住居表示町名
1965年から1967年にかけて、中心部で住居表示を実施した。また、別府港付近の海岸部で1977年、石垣地区で1990年にも住居表示を実施した。

それ以降長らく住居表示を行っていなかったが、2024年より通称町名の正式住所化がすすめられている。その経緯については「通称町名」の項に詳述する。

以下、住居表示町名とその前身を表形式で示す。一部が上記の通称町名地区になっている地区を※で示す。街区数についても示す。丁目のある町は1丁目から順に記す。
| 設置年 | 町名               | 街区数               | 前身大字             | 前身通称町名                                                     | 備考                                   |
| ------ | ------------------ | -------------------- | -------------------- | ---------------------------------------------------------------- | -------------------------------------- |
| 1965   | 秋葉町             | 9                    | 別府                 | 秋葉、南町、中町、不老                                           |                                        |
| 1965   | 駅前町             | 13                   | 別府                 | 本町、北町、不老                                                 |                                        |
| 1965   | 駅前本町           | 10                   | 別府                 | 北町、行合、海門寺                                               |                                        |
| 1965   | 北浜1丁目-3丁目    | 15/14/14             | 別府                 | 日の出、北浜、北町、海門寺、行合、老松、本町                     |                                        |
| 1965   | 北的ケ浜町         | 5                    | 別府                 | 的ヶ浜、上的ヶ浜、弓ヶ浜                                         |                                        |
| 1965   | 京町               | 11                   | 別府、南石垣         | 北弓ヶ浜                                                         |                                        |
| 1965   | 楠町               | 19                   | 別府                 | 楠浜、楠町、南町、中町、流川、港町                               |                                        |
| 1965   | 末広町             | 9                    | 別府                 | 北末広、南末広、南町、秋葉                                       |                                        |
| 1965   | 立田町             | 6                    | 別府、浜脇           | 南町、南末広、南区                                               |                                        |
| 1965   | 中央町             | 9                    | 別府                 | 本町、不老                                                       |                                        |
| 1965   | 千代町             | 15                   | 別府                 | 中浜、羽衣、南町、楠町、浜町、南町下                             |                                        |
| 1965   | 浜町               | 24                   | 別府、浜脇           | 向浜下、浜町、松原                                               |                                        |
| 1965   | 浜脇1丁目-3丁目    | 21/13/10             | 浜脇                 | 新町、東町、上ノ町、西町、東新町、東中ノ町、魚薬、東蓮田、西蓮田 |                                        |
| 1965   | 南町               | 9                    | 別府、浜脇           | 南町、南町下、松原、南区                                         |                                        |
| 1965   | 南的ケ浜町         | 6                    | 別府                 | 的ヶ浜、上的ヶ浜、行合、老松                                     |                                        |
| 1965   | 元町               | 19                   | 別府                 | 本町、流川、梅園、港町、北浜                                     |                                        |
| 1965   | 弓ケ浜町           | 6                    | 別府                 | 弓ヶ浜、北的ヶ浜                                                 |                                        |
| 1966   | 青山町             | 12                   | 別府                 | 真光寺、上田の湯、上原南町                                       |                                        |
| 1966   | 朝見1丁目-3丁目    | 28/27/23             | 浜脇・別府           | 朝見、上朝見、山田、八幡町、原                                   | 2024年、各丁目とも追加で住居表示実施。 |
| 1966   | 上田の湯町         | 17                   | 別府                 | 上田の湯、真光寺                                                 |                                        |
| 1966   | 上野口町           | 38                   | 別府                 | 上野口、天満                                                     |                                        |
| 1966   | 上原町             | 12                   | 別府                 | 上原南町                                                         |                                        |
| 1966   | 幸町               | 11                   | 別府                 | 東野口、富士見                                                   |                                        |
| 1966   | 田の湯町           | 15                   | 別府                 | 田の湯                                                           |                                        |
| 1966   | 天満町             | 17                   | 別府、南石垣         | 天満、上野口、東野口                                             |                                        |
| 1966   | 中島町             | 24                   | 別府                 | 真光寺、原                                                       |                                        |
| 1966   | 西野口町           | 15                   | 別府                 | 西野口、上野口                                                   |                                        |
| 1966   | 野口中町           | 18                   | 別府                 | 南野口、下野口、東野口、田の湯                                   |                                        |
| 1966   | 野口元町           | 12                   | 別府                 | 大和、下野口、富士見                                             |                                        |
| 1966   | 原町               | 23                   | 別府                 | 原、上原南町                                                     | 2024年、追加で住居表示実施。           |
| 1966   | 光町               | 25                   | 別府                 | 此花、錦、栄                                                     |                                        |
| 1966   | 富士見町           | 15                   | 別府                 | 富士見                                                           |                                        |
| 1966   | 松原町             | 18                   | 別府、浜脇           | 松原、住吉、南町下、向浜上                                       |                                        |
| 1966   | 山の手町           | 15                   | 別府                 | 上原北町                                                         |                                        |
| 1967   | 亀川四の湯町       | 23                   | 亀川                 | 四の湯、亀川中町、亀川上町                                       |                                        |
| 1967   | 亀川中央町         | 29                   | 亀川                 | 亀川中町、亀川本町                                               |                                        |
| 1967   | 亀川浜田町         | 13                   | 亀川・内竈           | 浜田、古市                                                       |                                        |
| 1967   | 亀川東町           | 28                   | 亀川                 | 亀川中町、亀川本町、平田                                         |                                        |
| 1967   | 上人ケ浜町         | 9                    | 北石垣・亀川         | 上人ヶ浜、平田                                                   |                                        |
| 1967   | 上人仲町           | 14                   | 北石垣               | 上人                                                             |                                        |
| 1967   | 上人本町           | 14                   | 北石垣               | 上人                                                             |                                        |
| 1967   | 照波園町           | 15                   | 北石垣・亀川         | 上人、平田                                                       |                                        |
| 1967   | 平田町             | 18                   | 亀川                 | 平田                                                             |                                        |
| 1967   | 古市町             | 12                   | 内竈                 | 古市                                                             |                                        |
| 1977   | 汐見町             | 10                   | 北石垣・南石垣       | [ 注 1 ]                                                         |                                        |
| 1977   | 新港町             | 7                    | 南石垣               | 餅ヶ浜                                                           |                                        |
| 1977   | 船小路町           | 7                    | 南石垣               | [ 注 1 ]                                                         |                                        |
| 1977   | 餅ヶ浜町           | 10                   | 南石垣               | 餅ヶ浜                                                           |                                        |
| 1977   | 若草町             | 14                   | 南石垣               | 若草                                                             |                                        |
| 1990   | 石垣西1丁目-10丁目 | 3/5/9/5/6/6/8/5/6/10 | 北石垣・南石垣・鶴見 | 南石垣、吉弘、春木、南須賀                                       |                                        |
| 1990   | 石垣東1丁目-10丁目 | 9/10/7/5/7/8/8/5/5/8 | 北石垣・南石垣・鶴見 | 南石垣、吉弘、春木、南須賀                                       |                                        |
| 2024   | 荘園北町           | 13                   | 鶴見                 | 荘園北町                                                         |                                        |
| 2024   | 東荘園1丁目-9丁目  | 6/13/7/14/9/6/3/6/2  | 鶴見・南石垣         | 東荘園1丁目-9丁目                                                |                                        |
| 2024   | 緑丘町             | 17                   | 鶴見                 | 緑丘町                                                           |                                        |
| 2025   | 朝日ケ丘町         | 10                   | 鶴見                 | 朝日ケ丘町                                                       |                                        |
| 2025   | 小倉町             | 71                   | 鶴見                 | 小倉                                                             |                                        |
| 2025   | 鶴見園町           | 20                   | 南立石               | 鶴見園町                                                         |                                        |
| 2025   | 春木町             | 15                   | 北石垣               | 春木                                                             |                                        |
| 2025   | 南須賀町           | 4                    | 北石垣               | 南須賀                                                           |                                        |
| 2025   | 南荘園町           | 55                   | 南立石・別府         | 南荘園町                                                         |                                        |
| 2025   | 南立石板地町       | 12                   | 南立石               | 南立石板地町                                                     |                                        |

## 通称町名
旧別府町(浜脇含む)においては、1909年に町会で市区改正が議決され、以下の50の通称地名に分けられることとなった。
大字別府
上野口、下野口、行合、的ヶ浜、富士見、老松、弓ヶ浜、海門寺、日の出、梅園、北浜通、中町、秋葉、錦、南町、北町、本町、不老、田の湯、流川、港町、楠町、楠浜、北末広、南末広、此花、栄町、松原、中浜、南町下、羽衣、朝見、原、枝郷
大字浜脇
魚薬、八幡町、新町、東中ノ町、東町、上ノ町、西町、南、住吉、向浜上、向浜下、山家、鳥越、河内、柳、赤松
その後、合併で市域が広がり、時期は不詳であるが、合併で拡大した市域でも通称町名が用いられるようになる。

以下、1970年と1972年時点における別府市内の通称町名(自治会)を示す。前述の通り、住居表示は主に1965～1967年に行われているが、住居表示実施区域において自治会が新町名単位になったのは1972年である。また、1970年時点でも改称済みの自治会は3件ほど存在したため、そちらについては旧称を括弧で示す。

野口地区
東野口、下野口、南野口、大和、富士見、行合、北町(1970年時点)
幸町、富士見町、野口本町、野口元町1-2区、駅前町、駅前本町(1972年時点)
境川地区
境川地区は校区分割に合わせて1972年に野口地区より分かれた。
天満、上野口(1970年時点)
天満町1-2区、上野口町1-2区、東荘園(1972年時点)
北地区
京町(旧・北弓ヶ浜)
1966年～1970年の間に、住居表示での新町名に合わせて改称したとみられる。
北浜、日の出、海門寺、老松、楠浜、楠町、流川、梅園、仲町、港町、的ヶ浜、上的ヶ浜、弓ヶ浜(1970年時点)
北浜1-3丁目、楠町、元町、北的ヶ浜町、南的ヶ浜町、弓ヶ浜町(1972年時点)
青山地区
上原町(旧・上原南町)、山の手町(旧・上原町北)
1962年時点では「上原」であったが、その後1966年までに南北分割、1970年までに現町名に改称した。
西野口、本町、不老町、田の湯、上田の湯(1970年時点)
西野口町、中央町、田の湯町、上田の湯町、青山町(1972年時点)
南地区
住吉、松原、向浜上、向浜下、中浜、浜町、羽衣、秋葉、北末広、南町、南区、南町下(1970年時点)
秋葉町、末広町1-2区、千代町、浜町1-2区、松原町1-2区、南町、立田町(1972年時点)
西地区
朝見、上朝見、八幡、此花、錦、栄町、真光寺、原、乙原(1970年時点)
朝見1丁目1区、朝見2-3丁目、光町1-3区、中島町、原町、乙原(1972年時点)
浜脇地区
赤松、田の口、浦田、河内、鳥越、柳、山家、両郡橋、古賀原、内成
以上は1970年から1972年の間に変更がなかった。
上ノ町、西町、山田、南末広、新町、魚薬、東蓮田、西蓮田、東町、東仲町(1970年時点)
朝見1丁目2区、浜脇1丁目1-2区、浜脇2丁目1-2区、浜脇3丁目(1972年時点)
石垣地区
実相寺、中須賀、春木、南須賀、南石垣、吉弘、若草、餅ヶ浜
上人地区
上人本町、上人仲町、上人西、上人南
以上は1966年～1970年の期間に「上人」より4分割された。1972年では変化なし。
桜ケ丘、平田、四の湯、上人ケ浜(1970年時点)
桜ケ丘、平田町、上平田町、亀川四の湯町2区、上人ケ浜町、照波園町(1972年時点)
朝日地区
馬場、新別府、鶴見、大畑、北中、火売、鉄輪上、風呂本、御幸、井田、鉄輪東、北鉄輪、天間、湯山、明礬、小倉、竹の内
亀川地区
内竈、野田、大所、小坂
以上は1970年から1972年の間に変更がなかった。
亀川上町、亀川中町、亀川本町、浜田、古市、国立(1970年時点)
亀川中央町1-2区、亀川東町、亀川四の湯町1区、亀川浜田町、古市町、国立第1-2(1972年時点)
南立石地区
南立石1-2区、堀田、荘園、扇山
東山地区
東山1-2区、枝郷、山の口、城島
以後も自治会の新設が行われ、現在の通称町名が生まれていった。現行(もしくは2024年以降に住居表示を実施した地域)におけるその後の通称町名の新設は以下の通りである。
- 中須賀が東町・本町・元町の3町に分割(1975年)
- 荘園北町(1975年)
- 朝日ケ丘町(1972～1976年の間)
- 南立石生目町・板地町・本町(1976～1978年の間)
- 南荘園町(1976～1978年の間)
- 観海寺(1978～1980年の間)
- 緑丘町(1982～1986年の間)
- 鶴見園町(1988～1990年の間)
- 関の江新町(1990～1992年の間)
- 南立石八幡町(1990～1992年の間)
- 大観山町(1992～1994年の間)
- スパランド豊海(1994～1996年の間)

これらの町名は市民の間で広く使用されているが、あくまで通称であり、正式には大字を用いている。例として、御幸の場合、他自治体と同様な地番表記は「別府市大字鉄輪x番地」と表記し、日常的に用いられる通称住所は「別府市御幸y組」と表記される。

前述の通り、1965年から1967年にかけて市街地で住居表示が実施された。1977年、1990年にも追加施行されたが、それを除けば住居表示は新規には行われておらず、市街地の一部を除けば上記の通称町名と大字の「二重住所」状態になっている地区が多い。

2024年より、これらの地域に対し、順次住居表示を実施していく方針となった。通称町名を使用する「二重住所」による問題を解消し、地方行政システムの全国統一に対応するためとしている。

また、「組」の表記はあくまで地区分けであり、建造物を一意に特定するものではないため、「○○n組」という住所の建造物が数軒から多い場合は100軒を超える場合もある。このため、郵便物の仕分けも困難で誤配も目立つ。そういった問題点を解消する目的もある。
以下、現行で使用されている通称町名の一覧を示す。別府市のリストに準拠するが、2024年以降に正式町名化し消滅した分については除外した。

組数は最も大きな数の組を表記しているが、欠番がある場合は※を表記し、備考欄に詳細を記している。
| 町名            | 大字         | 組数 | 備考 |
| --------------- | ------------ | ---- | --- |
| 赤松            | 浜脇         | 2    | |
| 天間            | 天間・南畑   | 5    | 1組のみ大字南畑 |
| 井田            | 鉄輪         | 5    | |
| 内竈            | 内竈・野田   | 20   | 17組のみ大字野田。 |
| 内成            | 内成         | -    | 組が置かれていない。岩水、鎰掛、梶原、下畑、勢家、勢場、太郎丸、中の迫、畑、御苑の集落がある。                                              |
| 浦田            | 浜脇         | 4    | |
| 枝郷            | 別府         | 5    | |
| 扇山            | 鶴見         | 25※  | 24組が欠番？ |
| 小坂            | 平道         | 12   | |
| 大所            | 平道         | 2    | |
| 乙原            | 別府         | 4    | |
| 大畑            | 鶴見         | 18   | |
| 上野口町2区     | 南石垣       | 20※  | 19～20組のみ。 |
| 上原町          | 別府         | 14※  | 13～14組のみ。 |
| 上平田町        | 亀川・北石垣 | 18   | 4組まで亀川。12組が欠番？ |
| 亀川四の湯町2区 | 亀川         | 20※  | 1～5・7・20組、つつじヶ丘団地、桜台1～3組からなる。                                                                                         |
| 亀川中央町      | 亀川         | 30※  | 7～9・30組のみ。 |
| 亀川浜田町      | 亀川・内竈   | 41※  | 22～41組。29組と34組以降は内竈。 |
| 観海寺          | 南立石       | 5    | |
| 鉄輪上          | 鉄輪         | 8    | |
| 鉄輪東          | 鉄輪         | 11   | |
| 城島            | 東山         | 3    | |
| 北鉄輪          | 鉄輪         | 7    | |
| 北中            | 鶴見         | 8    | |
| 国立            | 内竈         | -    | 組ではなく「第一」「第二」。 |
| 河内            | 浜脇         | 4    | |
| 古賀原          | 内成         | 4    | |
| 桜ケ丘          | 北石垣       | 9    | |
| 上人ケ浜町      | 北石垣       | 10※  | 9～10組のみ。 |
| 上人西          | 北石垣       | 13   | |
| 上人南          | 北石垣       | 19   | |
| 新別府          | 鶴見         | 7    | |
| 実相寺          | 鶴見         | 4    | |
| スパランド豊海  | 内竈         | 53※  | 新興住宅地。街区がそのまま「組」となっている。1～40組とそこから番号が飛び43～46・48・49・51・53組、さらにA～Lのアルファベットの街区がある。 |
| 関の江新町      | 内竈         | 27   | 新興住宅地。街区がそのまま「組」となっている。                                                                                              |
| 荘園            | 鶴見・南石垣 | 14※  | 4・5・7組は欠番？2・3・6・10組の一部が南石垣か。                                                                                            |
| 竹の内          | 鶴見         | 12   | |
| 田の口          | 浜脇         | 3    | |
| 大観山町        | 鉄輪         | 9    | |
| 鶴見            | 鶴見         | 18   | |
| 鳥越            | 浜脇         | 4    | |
| 中須賀東町      | 北石垣       | 10   | |
| 中須賀本町      | 北石垣       | 13   | |
| 中須賀元町      | 北石垣       | 9    | |
| 野田            | 野田         | 10※  | 1～5組と、飛んで10組がある。 |
| 浜脇二丁目2区   | 浜脇         | 17※  | 14～17組のみ |
| 馬場            | 鶴見         | 6    | |
| 東山1区         | 東山         | 3    | |
| 東山2区         | 東山         | 3    | |
| 古市町          | 内竈         | 34※  | 1～3・5～6・22・24～34組。 |
| 風呂本          | 鉄輪         | 6    | |
| 火売            | 鶴見         | 10   | |
| 堀田            | 南立石       | 8    | |
| 南立石生目町    | 南立石       | 19※  | 11～12組は欠番？ |
| 南立石1区       | 南立石       | 5    | |
| 南立石2区       | 南立石       | 15※  | 13～14組は欠番？ |
| 南立石八幡町    | 南立石       | 7    | |
| 南立石本町      | 南立石       | 5    | |
| 御幸            | 鉄輪・鶴見   | 7    | 3組のみ鶴見。 |
| 明礬            | 鶴見         | 7    | |
| 柳              | 浜脇         | 2    | |
| 山家            | 浜脇         | 15   | |
| 山の口          | 東山         | 4    | |
| 山の手町        | 別府         | 22※  | 17～22組のみ。 |
| 湯山            | 野田         | 5    | |
| 両郡橋          | 浜脇         | 15※  | 1～3・8・10・13・15組のみ。 |

なお、以下の町名(現存)も使用例があるが、別府市の通称町名リストには収録されていない。
- 十文字原1丁目(大字内竈)

立命館アジア太平洋大学(APU)の所在地としてAPU側が使用している。APU側は所在地を「十文字原1-1」としているが、Yahoo地図などの地図サイトでは当地を「1丁目」としており、「1丁目1番」である模様。学生寮であるAPハウスは「1丁目2番」と明記している。
- 野口原(大字別府)

各種地図サイトでも町名として扱われている(上記の通称町名は基本的に大字の中の通称地名として扱われている)。また、明豊中学校・高等学校や大分県立別府翔青高等学校、京都大学地球熱学研究施設などの施設で住所表記として「別府市野口原○番地」を使用している。ただし、美術館・運動公園などの市営の公共施設では「大字別府」もしくは「大字別府字野口原」を使用している。